# Lee Hyung-taik
Lee Hyung-taik (이형택?; Hoengseong, 3 gennaio 1976) è un ex tennista sudcoreano.
Iniziò a giocare a tennis a nove anni e divenne professionista nel 1995.
Agli US Open del 2000 arrivò al quarto turno dove perse contro Pete Sampras. Nel 2003 fu il primo sudcoreano a vincere un titolo, sia nel singolo che nel doppio. Vinse il titolo in singolo a Sydney, dove partì dalle qualificazioni ed in finale batté Juan Carlos Ferrero. In doppio vinse a San Jose (California) insieme al bielorusso Vladimir Volčkov. Il suo miglior piazzamento in classifica è al n.36 ottenuto ad agosto 2007 per quanto riguarda il singolare e al n.95 a gennaio 2006 nel doppio.